# Mudhoney
Mudhoney är ett amerikanskt grungeband, som bildades 1988 i Seattle i delstaten Washington. Bandet har för det mesta av tiden bestått av Mark Arm (sång, kompgitarr), Steve Turner (sologitarr), Matt Lukin (bas) och Dan Peters (trummor). Mudhoneys tidiga släppta låtsamlingar med skivbolaget Sub Pop, singeln "Touch Me I'm Sick" och EP:n Superfuzz Bigmuff, har varit väldigt inflytelserika i Seattles musikscen och hjälpte till att inspirera det ”smutsiga” sound som karaktäriserar grungen. Mudhoney har även inspirerat många grunge- och rockband. Den mest kända gruppen är Nirvana, där frontfiguren Kurt Cobain vid en spelning anslöt sig till Mudhoney för att framföra Fang-covern  "The Money Will Roll Right In". Bandnamnet togs från Russ Meyers film med samma namn från 1964.

## Historia

### Mr. Epp and the Calculations
Mudhoney bildades egentligen i Bellevue, Washington, en förort till Seattle. Mark MacLaughlin (känd som Mark Arm) och några av hans vänner på Bellevue Christian High School bildade bandet Mr. Epp and the Calculations, som var namngett efter en av skolans matematiklärare. De började som ett mer skämtsamt band, som designade affischer för konserter som inte fanns,  och hade deras första ”show” i deras klass där de sjöng Marvin Gayes "Got to Give It Up", varvid de använde ihoprullade kartor som gitarrer eftersom de inte kunde spela några instrument under den tiden. De spelade dock sin första riktiga konsert 1981, tre år efter bandets födelse. Under tiden bildade Mark Arm och Steve Turner Limp Richerds, ett mer seriöst band. Mr. Epp uppträdde på radiostationen KZAM-AM och introducerades som “det sämsta bandet i världen”. Varken Mr. Epp eller Limp Richerds var särskilt positivt kända. Om Mr. Epp sade Mark Arm; "We kind of enjoyed the fact that people thought we were the worst band in the city".  Matt Cameron, tidigare medlem i bandet Soundgarden, sade däremot; "The Limp Richerds were pretty bad, but they were trying to be bad.” Mr. Epp spelade sin sista konsert den 3 februari 1984 tillsammans med Malfunkshun på Seattle’s Metropolis. 

### Green River: 1984–1987
Green River bildades 1984 när Mark Arm och Steve Turner värvade Alex Vincent (tidigare känd som Alex Shumway) som tidigare spelat tillsammans med Steve i det kortlivade bandet Spluii Numa. Basisten Jeff Ament gick med efter hans anländande till Seattle med sitt band Deranged Diction. Stone Gossard, som även han var en av Turners före detta bandmedlemmar, togs in som andregitarrist. Green River spelade in sin debut-EP, Come on Down, 1985, vilket ofta anses som den första riktiga grungeskivan. Steve Turner slutade i bandet efter att albumet släppts på grund av avsmaken för gruppens hårdrockiga influenser. Han ersattes med Bruce Fairweather, en annan Deranged Diction-medlem. Efter de spelat in ytterligare en EP (Dry as a Bone) och ett fullängdsalbum (Rehab Doll), beslutade de 1987 att lägga ner bandet. Gossard, Ament och Fairweather bildade Mother Love Bone. Efter deras sångares, Andrew Woods, död bildade Gossard och Ament bandet Pearl Jam, och Fairweather gick med i Love Battery. I januari 1988  återförenades Mark Arm och Turner för att bilda Mudhoney. 

### Sub Pop: 1988–1991
Steve Turner ville ha ett band som övade innan de spelade inför publik. Han och Mark Arm började skriva låtar med Dan Peters, trummisen i Bundle of Hiss. De bestämde snart att Matt Lukin, som nyligen lämnat The Melvins, skulle börja i gruppen. De döpte bandet efter Russ Meyers film Mudhoney, vilken ingen av dem egentligen sett. 1988 gav de ut sin debut-EP, Superfuzz Bigmuff, och deras första singel, "Touch me I’m Sick", med skivbolaget Sub Pop. Singeln tilldrog stor uppmärksamhet och bandet fick äntligen någorlunda framgång i USA. Mudhoney blev snabbt Sub Pops stora framgångsband.
Bandet Sonic Youth bjöd in Mudhoney, under 1989, att turnera tillsammans med dem i England. Efter denna turné landade Superfuzz Bigmuff på de brittiska indielistorna och bandet mottog en anständig pressbevakning. Efter alla succéer släppte bandet sin första fullängsalbum, Mudhoney, 1989. Mudhoneys framgång ledde till att andra Seattle-band, såsom Soundgarden, Nirvana och Tad, fick större uppmärksamhet. 
I början av 1990-talet hade Sub Pop lite pengar och som följd lämnade många band skivbolaget för att söka efter säkrare och större skivbolag. Däremot bestämde Mudhoney att stanna kvar och släppte då sitt andra album, Every Good Boy Deserves Fudge, 1991. Efter albumet släppts erbjöds Mudhoney ett kontrakt med Reprise Records som de beslöt att ta 1992.  

### Reprise: 1992–1999
När grungen blev mer mainstream drevs Mudhoney bort från sitt tidiga grungesound. Mudhoneys första album med Reprise var Piece of Cake, som lutande mer åt garage rock än grunge. I 2008 års upplaga av Mojo Magazine förklarar gitarristen Steve Turner albumets referenser; "how easily things had come to them...the songs were kind of half-baked...” Under denna tid bidrog dem också med ett spår, "Overblown", som filmmusik till filmen Singles.
När grungen som mainstream bleknade, 1995, återvände Mudhoney till deras tidiga sound. Med albumet My Brother the Cow, där de mixade deras tidiga och nyare sound, producerade de en fanfavorit och diskutabelt ett av deras bättre album. Men kritikerna var inte lika accepterande. I en nyare artikel i Mojo förklarar Steve Turner; "There was a backlash after Kurt [Cobain] killed himself. The English press were so angry that we were still around. Those were some of the worst reviews we'd ever gotten. We were mocked for still existing."
Mudhoneys olika stilar blev mer synligt på deras följande album, Tomorrow Hit Today, inspelad och släppt 1998. På albumet fortsatte deras garage- och grungesound men nu också med en stark blues-rockinfluens. Med en "use-it-or-lose-it"-budget hyrde de in Jim Dickinson, en excentrisk legend som arbetade med Rolling Stones. De spelade tillsammans in i tre olika städer. Efter några år bestämde Reprise att släppa Mudhoney. Detta bland annat för att bandets plattor sålde sämre, trots att deras konserter drog en större publik än någonsin. Sedan bestämde basisten Matt Lukin att sluta, främst på grund av hans ointresse för turnerandet. Bandet släppte March to Fuzz, en retrospektiv sammanställning av låtar från hela deras karriär. Många fans spekulerade i att bandet var på väg att splittras.

## Medlemmar
- Mark Arm - sång, gitarr
- Steve Turner - gitarr
- Dan Peters - trummor
- Matt Lukin - basgitarr (1988-1999, 2000-2001)
- Wayne Kramer - basgitarr (2000)
- Steve Dukich - basgitarr (2001)
- Guy Maddison - basgitarr (2001-)

## Diskografi

### Studioalbum
- 1989 – Mudhoney (Sub Pop)
- 1991 – Every Good Boy Deserves Fudge (Sub Pop)
- 1992 – Piece of Cake (Reprise Records)
- 1995 – My Brother the Cow (Reprise Records)
- 1998 – Tomorrow Hit Today (Reprise Records)
- 2002 – Since We've Become Translucent (Sub Pop)
- 2006 – Under a Billion Suns (Sub Pop)
- 2008 – The Lucky Ones (Sub Pop)

### Samlingsalbum
- 1990 – Superfuzz Bigmuff Plus Early Singles (Sub Pop)
- 1992 – Singles (Epic Records)
- 2000 – March to Fuzz (Sub Pop)
- 2000 – Here Comes Sickness: The Best of the BBC (live, Fuel 2000)

### EP och singlar
- 1988 – Superfuzz Bigmuff (Sub Pop)
- 1988 – Touch Me I'm Sick/Halloween (Sub Pop)
- 1988 – Touch Me I'm Sick/Sweet Young Thing Ain't Sweet No More (Sub Pop)
- 1990 – Revolution/When Tomorrow Hits (Sub Pop)
- 1991 – Let It Slide (Sub Pop)
- 1993 – Five Dollar Bob's Mock Cooter Stew (Reprise Records)
- 1993 – Blinding Sun (Reprise Records)
- 1994 – Buckskin Stallion Blues (Sub Pop)
- 1994 – You Stupid Asshole/Kinfe Manual (split med Gas Huffer, Empty Records)
- 1995 – Generation Spokesmodel (Reprise Records)
- 1998 – Night of the Hunted/Brand New Face Super (Electro Records)
- 1999 – Butterfly Stroke (Sub Pop)
- 2002 – Sonic Infusion (Sub Pop)
- 2006 – It Is Us (Sub Pop)